# Martín de la Concha de la Cámara
Martín Gavino Martínez de la Concha de la Cámara (Cusco, 10 de marzo de 1793 - Cusco, 22 de febrero de 1865) fue un militar peruano.
Hijo de Martín de la Concha y Jara, quien fuera presidente intendente de la Real Audiencia del Cusco en 1812 y diputado de la República del Perú 20 años después, fue coronel del Ejército del Perú y propietario de la Casa Concha ubicada en el centro histórico de esa ciudad. Estuvo casado con la señora Teresa Argüelles y Cossió con quien tuvo cuatro hijos destacándose el político Martín Concha Argüelles quien fuera diputado entre 1872 y 1881.
En enero de 1825 fue parte de la Junta de Calificación establecida en el Cusco por Simón Bolívar para distribuir empleos entre los ciudadanos calificados por su probidad, aptitudes y servicios. Esta junta fue presidida por Benito Laso e integrada por Agustín Cossío, Toribio Salas, Juan de Mata Chacón y Becerra, Justo Sahuaraura, José Feijoó, Juan Béjar, Bartolomé Arregui y él. Al año siguiente fue uno de los sesenta y cinco diputados electos por la Corte Suprema y convocados para aprobar la Constitución Vitalicia del dictador Simón Bolívar. Estos diputados decidieron no asumir ningún tipo de atribuciones
Fue diputado constituyente de la República del Perú por la provincia de Urubamba en 1832 participando de la Convención Nacional de 1833 durante el primer gobierno del Mariscal Agustín Gamarra y el gobierno de Luis José de Orbegoso. 
Falleció en el Cusco el 22 de febrero de 1865.